# La Nouvelle République du Centre Ouest
La Nouvelle République du Centre Ouest – francuski dziennik ukazujący się na terenie regionu Poitou-Charentes oraz Centre.
Dziennik został założony w 1944 roku Jeana Meuniera, francuskiego polityka, dziennikarza oraz działacza socjalistycznego. 
Siedziba czasopisma mieści się Tours a redaktorem naczelnym dziennika jest Philippe Rivière.
Ze średnim nakładem wynoszącym 228 000 egzemplarzy dziennie, La Nouvelle République du Centre Ouest jest szóstym najbardziej poczytnym dziennikiem w regionie ukazywania się.